# Generador eléctrico automático

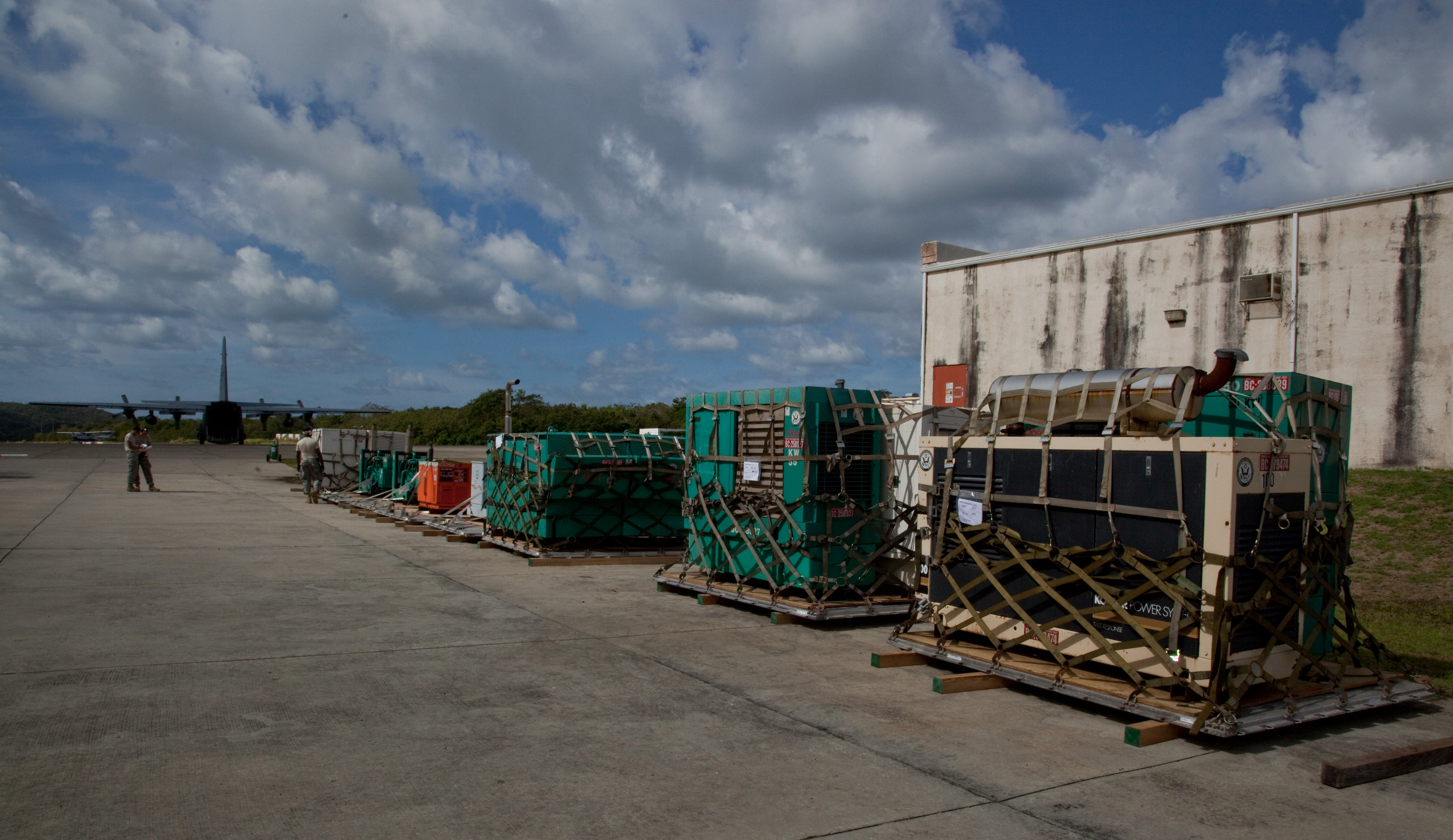
Generadores automáticos

Un generador eléctrico automático (o generador de reserva) es un sistema eléctrico de reserva que opera automáticamente. En caso de detectar un corte de la energía eléctrica, un circuito se encarga de encender el generador y de transferir la carga eléctrica a este. De ese modo, en cuestión de segundos, los circuitos eléctricos pasan a estar alimentados por el generador. Una vez se restaura la energía eléctrica, la carga eléctrica vuelve a transferírsele y el generador se apaga.
Los generadores suelen funcionar con gasóleo, gas natural o propano líquido.
Los generadores eléctricos automáticos pueden ser necesarios para asegurar el funcionamiento de sistemas críticos, como los sistemas antiincendios, los ascensores en edificios altos o los equipos médicos para pacientes en estado crítico. También es común el uso de generadores de reserva en zonas residenciales, con el fin de proveer una reserva eléctrica a electrodomésticos y sistemas de climatización y seguridad.